# District de Sarrelouis
Le district de Sarrelouis est une ancienne division territoriale française du département de la Moselle de 1790 à 1795.
Il était composé des cantons de Sarrelouis, Bisten, Becking, Bouzonville, Freymaker, Groshemmestroff, Launstroff et Tholey.